# Tiền phong chính
Tiền phong chính (Tiếng Anh: Power forward hay viết tắt là PF), còn được gọi là vị trí số bốn, là một trong năm vị trí truyền thống trong một trận đấu bóng rổ thông thường. Theo truyền thống, tiền phong chính đóng vai trò tương tự như trung phong và thường là cầu thủ cao thứ hai trên sân. Khi tấn công, họ thường chơi quay lưng về phía rổ. Khi phòng thủ, họ thường đặt mình dưới rổ trong phòng thủ khu vực hoặc theo kèm tiền phong chính của đối phương trong phòng thủ giữa người với người. Vị trí tiền phong chính đòi hỏi nhiều trách nhiệm khác nhau, bao gồm bắt bóng bật bảng, thiết lập yểm trợ, bảo vệ rổ và ghi điểm.
Nhiều tiền phong chính được chú ý nhờ những cú nhảy ném tầm trung và một số cầu thủ đã trở nên rất chính xác ở khoảng cách từ 12 đến 18 foot (3,7 đến 5,5 m) . Trước đó, những kỹ năng này thường được thể hiện theo phong cách chơi của Châu Âu. Một số tiền phong chính, được gọi là tiền phong dãn ra, đã mở rộng phạm vi ném của họ để bao gồm các cú ném ba điểm .
Ở NBA, tiền phong chính thường có chiều cao nằm trong khoảng từ 6' 8" (2,03 m) đến 6' 11" (2,11 m) trong khi ở WNBA, tiền phong chính thường nằm trong khoảng từ 6' 0" (1,83 m) đến 6′ 3" (1,91m). Bất chấp mức trung bình, nhiều cầu thủ khác nhau phù hợp với vai trò "tweener" (cầu thủ đa năng) nên họ thi đấu ở vị trí tiền phong phụ hoặc hoặc trung phong tùy thuộc vào các đối thủ và quyết định của huấn luyện viên. Một số tiền phong chính, chẳng hạn như Draymond Green và thậm chí cả PJ Tucker 6' 5" (1,96 m), đã thi đấu ở vị trí trung phong, sở hữu kỹ năng nhưng lại thiếu chiều cao thường gắn liền với vị trí này.
Những tiền phong chính đã được vinh danh tại Đại sảnh Danh vọng Bóng rổ Tưởng niệm Naismith bao gồm Karl Malone, Lauren Jackson, Vern Mikkelsen, Tina Thompson, Dirk Nowitzki, Chris Webber, Kevin Garnett, Dolph Schayes, Kevin McHale, Charles Barkley, Dennis Rodman, Elvin Hayes, Bob Pettit, Jerry Lucas, Dave Debusschere và Tim Duncan.